# Lvoušek
Lvoušek (Leonotis) je rod rostlin z čeledi hluchavkovitých, zahrnující okolo 10 druhů ze Starého světa. Jeho název je odvozen z řeckých slov leon – lev a otis – ucho. Patří k okrasným rostlinám a tradičním africkým léčivkám.

## Taxonomie a systematika
Rod patří v rámci hluchavkovitých do podčeledi Lamioideae a tribu Leucadeae. Původně (roku 1807) byl zařazen do rodu sápa (Phlomis) jako jeho podrod Phlomis subgen. Leonotis; na samostatný rod byl povýšen roku 1810 Robertem Brownem. Podle studií z roku 2003 pravděpodobně není monofyletický, ale parafyletický či dokonce polyfyletický vzhledem k tomu, že druh Leonotis leonurus je fylogeneticky značně vzdálen od ostatních zástupců, a pravděpodobně by tedy měl být spolu s dalšími několika malými rody vřazen do široce pojatého rodu Leucas.
Typovým druhem je Leonotis ocymifolia, ploidie 2n = 24, 26, 28.

## Popis

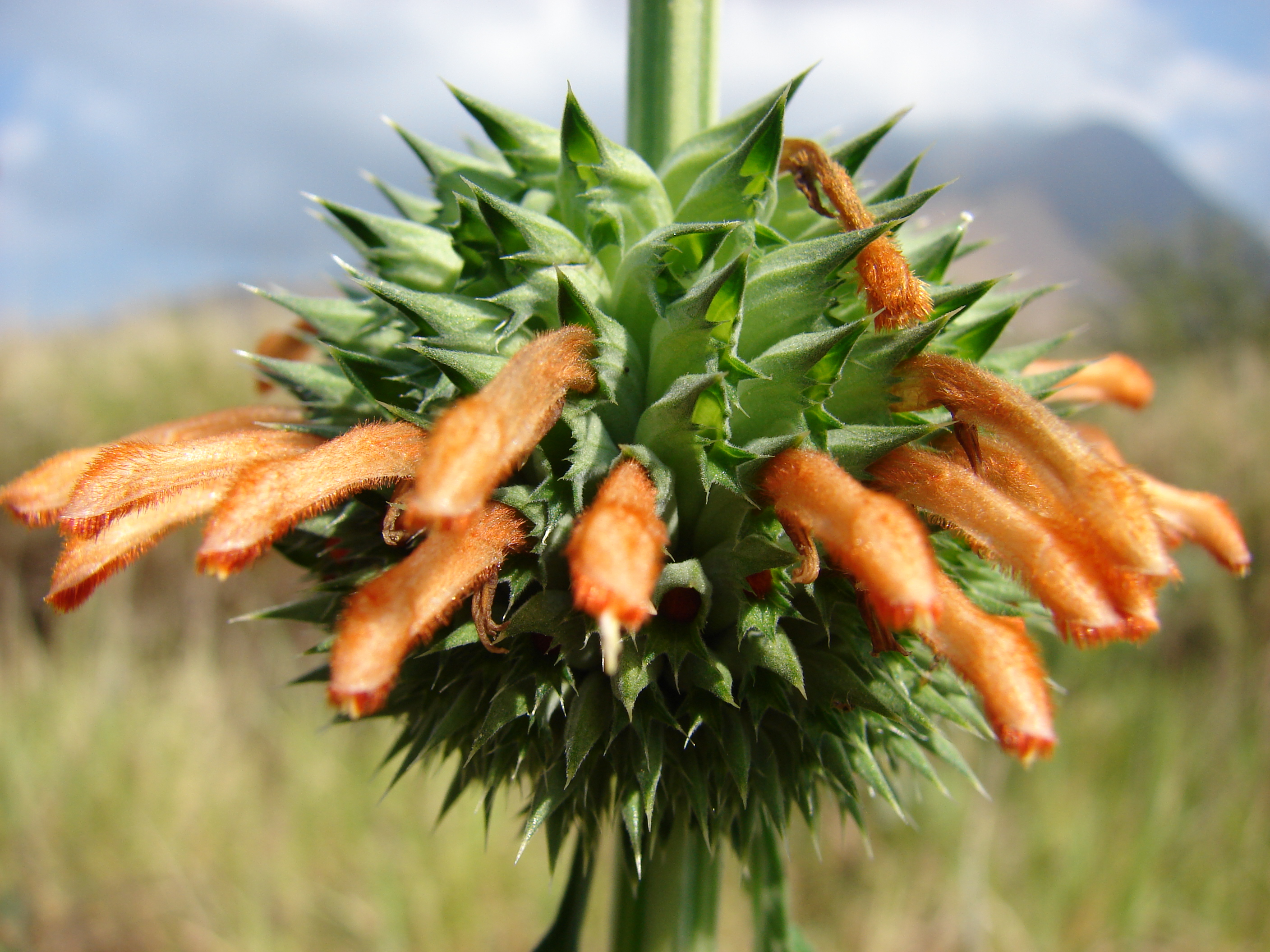
Detail květenství Leonotis nepetifolia

Zástupci rodu jsou jednoleté nebo vytrvalé stálezelené byliny, polokeře nebo i keře. Dosahují výšek 0,6–2 metry, zřídka až 5 m. Díky obsahu éterických olejů jsou silně aromatické. Stonky mladých rostlin jsou čtyřhranné, listy vstřícné, řapíkaté, vejčité nebo kopinaté, s okrajem celistvým nebo pilovitým. Palisty chybějí. Většina rostlinných částí bývá chlupatá.
Oboupohlavné květy jsou uspořádány do hustých, mnohokvětých, vzájemně oddálených lichopřeslenů téměř kulovitého tvaru. Podpůrné listeny jsou tvarově podobné lodyžním listům, listence jsou podlouhlé, často se špičatým hrotem. Kalich je trubkovitý, zygomorfní, s 8–10 špičatými cípy; koruna dlouhá 2–5 cm je zformována do typického dvoupyskatého tvaru a má barvu zářivě oranžovou nebo bílou. Horní pysk bývá hustě chlupatý. Tyčinky jsou čtyři, přičemž spodní pár je znatelně delší; blizna je nesouměrně dvouklaná, plodem jsou tvrdky rozpadající se obvykle na čtyři oříšky.

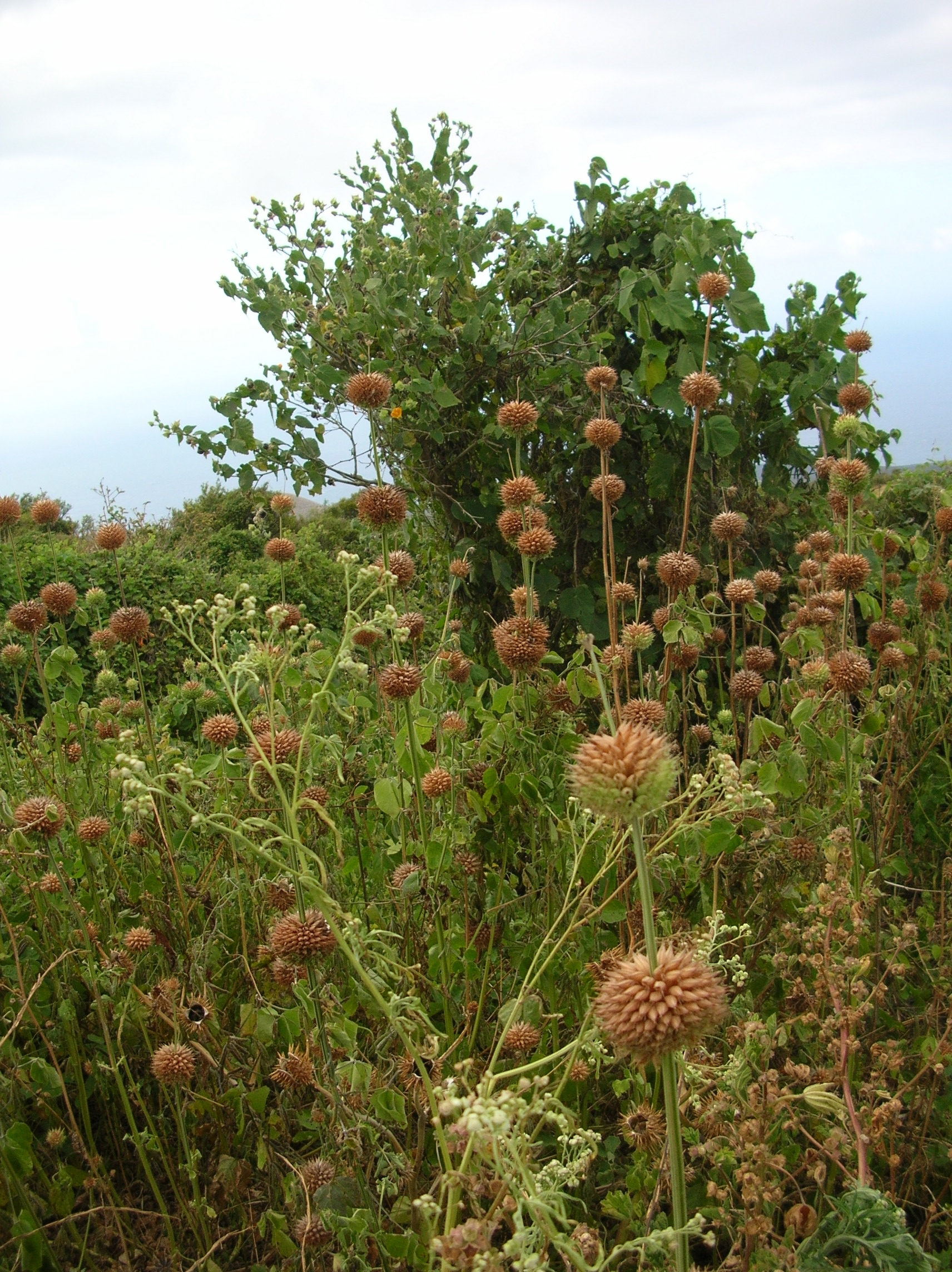
Odkvetlí jedinci Leonotis nepetifolia na přirozeném stanovišti

## Ekologie a rozšíření
Všichni zástupci rodu Leonotis jsou rozšířeni v tropické a jižní Africe; výjimkou je Leonotis nepetifolia, který zasahuje až do jižní Indie. Někteří postupně zdomácněli i v jiných částech světa, například v Americe; v Austrálii, na Floridě, v Mexiku a dalších částech Ameriky je Leonotis nepetifolia považován za nebezpečnou invazní rostlinu. Vyrůstají na travnatých pláních či na skalních svazích a výchozech, v lesních lemech a pobřežních křovinách, často i kolem cest nebo na narušených stanovištích, v nadmořských až do 2400 m.

## Vybraní zástupci
- lvoušek oranžový (Leonotis leonurus)
- Leonotis ocymifolia
- Leonotis nepetifolia
- Leonotis dysophylla

## Význam

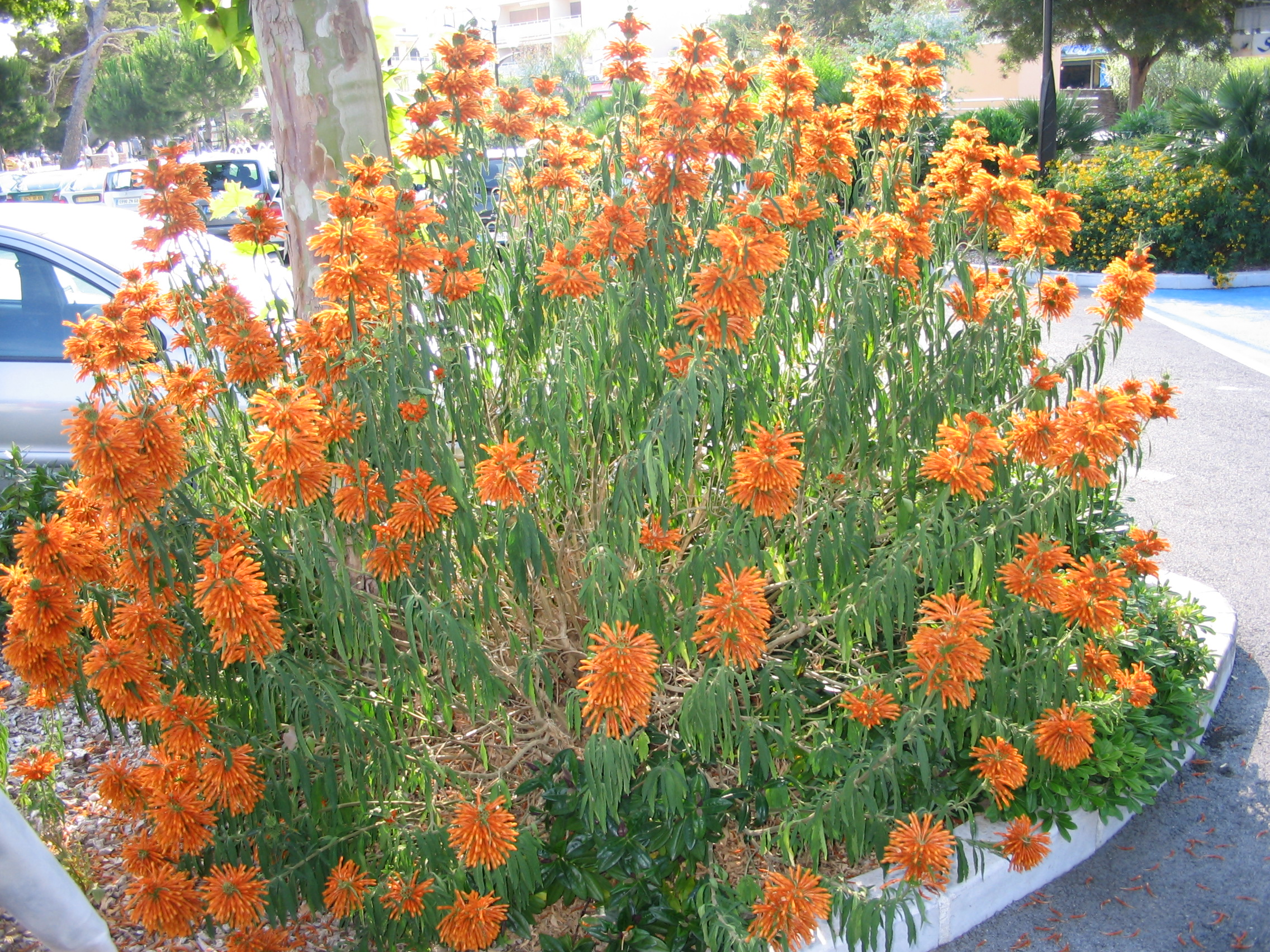
Lvoušek oranžový v okrasné výsadbě

V subtropických a tropických oblastech světa bývá často pěstován jako okrasná rostlina. Dlouhou tradici má u jihoafrických domorodců užívání druhu lvoušek oranžový, ale i jiných, jako univerzální léčivky při kašli, nachlazení, horečce, zánětech horních cest dýchacích, ale i k léčbě vysokého tlaku nebo ekzémů. Používán bývá jako protilátka při kousnutí pavouky, bodnutí štíry nebo při hadím uštknutí. Díky obsahu alkaloidu leonurinu navozuje při žvýkání či kouření halucinogenní a euforické účinky.